# Duarte Gomes
Duarte Nuno Pereira Gomes (Lissabon, 16 januari 1973) is een Portugees voormalig voetbalscheidsrechter. Hij was in dienst van FIFA en UEFA tussen 2002 en 2015. Ook leidde hij van 1998 tot 2015 wedstrijden in de Primeira Liga.
Op 22 maart 1998 leidde Gomes zijn eerste wedstrijd in de Portugese hoogste divisie, toen Vitória Setúbal met 2–1 won van Campomaiorense. Tijdens dit duel trok de scheidsrechter zesmaal de gele kaart. Zijn debuut in internationaal verband maakte de Portugees tijdens een wedstrijd tussen KRC Genk en Borussia Dortmund in de UEFA Intertoto Cup; het eindigde in 0–1 en Gomes gaf twee gele kaarten. Op 12 februari 2003 leidde hij zijn eerste interland, toen Griekenland door een treffer van Sotirios Kyrgiakos met 1–0 won van Noorwegen. Tijdens dit duel hield Gomes zijn kaarten op zak.

## Interlands
| Datum             | Plaats                    | Wedstrijd                 | Uitslag | Competitie           | Kreeg geel | Kreeg voor de tweede keer geel en dus rood | Weggestuurd |
| ----------------- | ------------------------- | ------------------------- | ------- | -------------------- | ---------- | ------------------------------------------ | ----------- |
| 12 februari 2003  | Iraklion, Griekenland     | Griekenland – Noorwegen   | 1 – 0   | Vriendschappelijk    | 0          | 0                                          | 0           |
| 13 oktober 2007   | Celje, Slovenië           | Slovenië – Albanië        | 0 – 0   | EK 2008 kwalificatie | 2          | 0                                          | 0           |
| 6 februari 2008   | Ramat Gan, Israël         | Israël – Roemenië         | 1 – 0   | Vriendschappelijk    | 2          | 0                                          | 1           |
| 4 juni 2008       | Andorra la Vella, Andorra | Andorra – Azerbeidzjan    | 1 – 2   | Vriendschappelijk    | 1          | 0                                          | 0           |
| 6 september 2008  | Vaduz, Liechtenstein      | Liechtenstein – Duitsland | 0 – 6   | WK 2010 kwalificatie | 2          | 0                                          | 0           |
| 7 februari 2009   | Loulé, Portugal           | Litouwen – Polen          | 1 – 1   | Vriendschappelijk    | 1          | 0                                          | 0           |
| 11 februari 2009  | Lancy, Zwitserland        | Zwitserland – Bulgarije   | 1 – 1   | Vriendschappelijk    | 4          | 0                                          | 0           |
| 17 november 2010  | Zagreb, Kroatië           | Kroatië – Malta           | 3 – 0   | EK 2012 kwalificatie | 2          | 0                                          | 0           |
| 15 november 2011  | Rome, Italië              | Italië – Uruguay          | 0 – 1   | Vriendschappelijk    | 6          | 1                                          | 0           |
| 11 september 2012 | Novi Sad, Servië          | Servië – Wales            | 6 – 1   | WK 2014 kwalificatie | 2          | 0                                          | 0           |
| 28 mei 2014       | Faro, Portugal            | Angola – Marokko          | 2 – 0   | Vriendschappelijk    | 1          | 0                                          | 0           |